# Карайкал (округ)
Округ Карайкал (там. காரைக்கால் மாவட்டம்) — округ в составе союзной территории Пудуччери (Индия).

## География
Округ Карайкал занимает площадь около 160 км². Он является эксклавом: с трёх сторон окружён территорией штата Тамилнад, а четвёртой стороной примыкает к Бенгальскому заливу.

## История

Карайкал во времена французского владычества

14 февраля 1739 года Франция приобрела у раджи Танджавура город Карайкал, форт Каракалчери и 8 близлежащих деревень за 50 тысяч чакра. Впоследствии французы приобретали новые земли в округе, и в 1750 году им принадлежала уже 81 деревня вокруг города. Эти земли стали частью Французской Индии.
После образования независимой Индии во французских колониях на индийском субконтиненте начало шириться движение за объединение с Индией. В марте 1954 года местные власти заявили о желании присоединиться к Индии без какого-либо референдума. Начались переговоры между Индией и Францией, и 13 октября 1954 года было подписано соглашение о референдуме. На референдуме, состоявшемся 18 октября 1954 года, подавляющее большинство голосовавших высказалось за присоединение территории Карайкал к Индии. Три дня спустя в Дели было достигнуто соглашение о фактической передаче власти на этих территориях; официальный договор о передаче был заключён в мае 1956 года, ратифицирован французским парламентом в мае 1962 года, а обмен ратифицированными документами между Францией и Индией состоялся 16 августа 1962 года. С 1 июля 1963 года бывшая Французская Индия стала союзной территорией Пондичерри.

## Состав
Округ Карайкал делится на коммуны Карайкал, Коттуччери, Недунгаду, Тируналлар, Нерави и Тирумалараджанпаттинам.